# Titanosaurus
Titanosaurus (do latim "lagarto titânico") é um gênero duvidoso de dinossauro saurópode descrito pela primeira vez por Richard Lydekker em 1877. Esse gênero viveu na Formação Lameta, na Índia, e possivelmente na Formação Marília, no Brasil.

## Descrição
O Titanosaurus tem estimativas de tamanho de 9 a 12 metros de comprimento e 13 toneladas de massa corporal durante a fase adulta.

## Nomeação e espécies
O nome Titanosaurus significa "lagarto titânico", referenciando os titãs mitológicos.
O Titanosaurus foi o primeiro dinossauro indiano a ser nomeado e adequadamente descrito, tendo sua espécie-tipo, T. indicus, nomeada pela primeira vez em 1877 e a segunda espécie, T. blanfordi, nomeada em 1879. Entretanto, ambas são consideradas nomina dubia. Outras espécies também foram atribuídas ao gênero:
- "Titanosaurus" rahioliensis - agora um neosaurópode indeterminado.[5]
- "Titanosaurus" colberti - agora Isisaurus.[5][8]
- "Titanosaurus" australis - agora Neuquensaurus.[5]

- "Titanosaurus" nanus - agora nomen dubium.[5]
- "Titanosaurus" robustus - agora Neuquensaurus.[5]
- "Titanosaurus" madagascariensis - agora nomen dubium.[5]
- "Titanosaurus" falloti - agora sinônimo de Tangvayosaurus ou de Huabeisaurus.[5][9][10]
- "Titanosaurus" valdensis - anteriormente atribuído a Iuticosaurus, agora nomen dubium.[5]
- "Titanosaurus" lydekkeri - também atribuído a Iuticosaurus, mas suas relações com o gênero são ainda incertas.[5]
- "Titanosaurus" dacus - agora Magyarosaurus.[5]
- "Titanosaurus" araukanicus - agora Laplatasaurus.[5]

Restos de uma possível outra espécie do gênero também são conhecidos da Formação Marília da Argentina.